# روز آزادی پاکستان

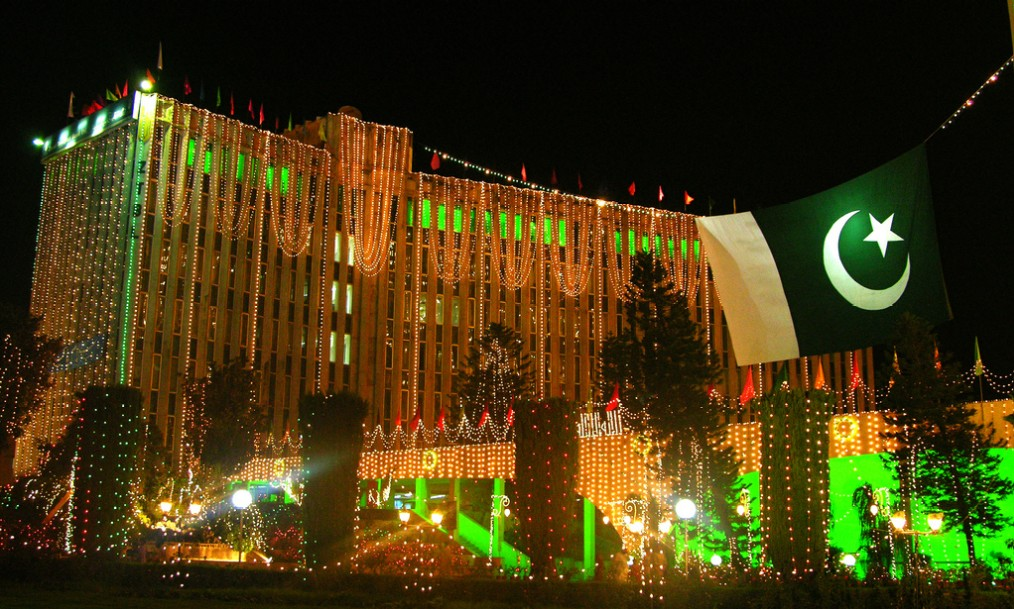
یک ساختمان اداری در اسلام‌آباد با نورپردازی‌های تزئینی روشن شده‌است

روز آزادی یا روز استقلال (اردو: یوم آزادی) که همه ساله در ۱۴ اوت گرامی داشته می‌شود، یک روز تعطیل ملی در کشور پاکستان است. این روز، یادآور روزیست که پاکستان به استقلال رسیده و پس از پایان استعمار انگلیس در سال ۱۹۴۷ به عنوان یک کشور مستقل اعلام شد. این روز به جهت تصادف با روز ۲۷ رمضان که نزد مسلمانان مقدس است، مقدس قلمداد می‌شود.

## جشن

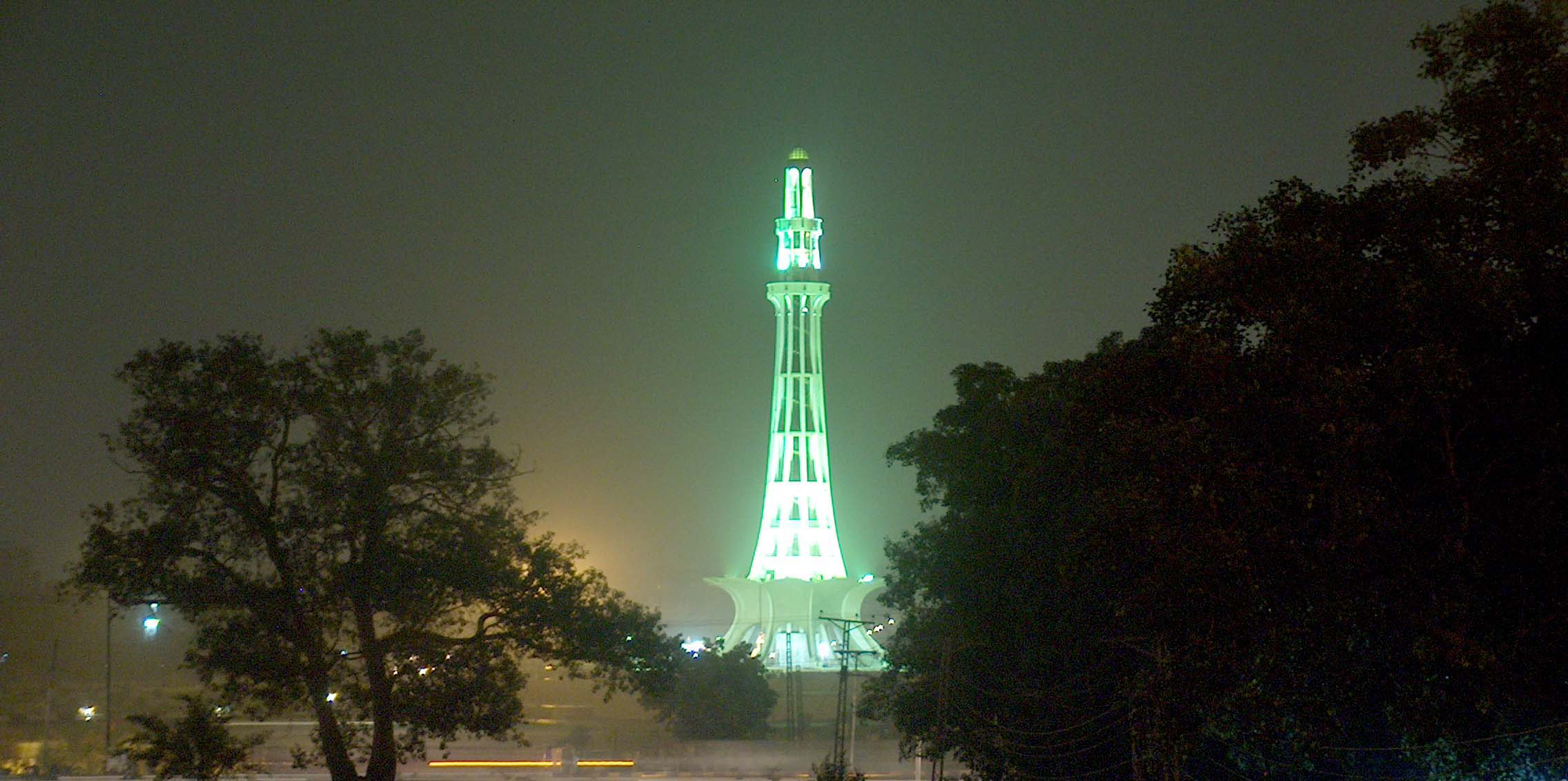
نورپردازی یک برج در پاکستان

مراسم اصلی روز آزادی در اسلام‌آباد برگزار می‌شود. مراسم با برافراشته شدن پرچم ملی این کشور و سروده شدن سرود ملی آغاز می‌شود. پخش ترانه‌های ملی و مراسم رژه به صورت زنده از تلویزیون پاکستان از جمله اتفاقات این روز است.
روز آزادی یکی از شش تعطیلات عمومی پاکستان است و در سرتاسر کشور جشن گرفته می‌شود. برای تهیه و نهایی کردن برنامه‌های جشن‌های روز آزادی، جلساتی در استان‌های مختلف کشور توسط دولت‌های محلی برگزار می‌شود که با حضور مقامات دولتی، دیپلمات‌ها و سیاستمداران اداره می‌گردد. سازمان‌های عمومی، مؤسسات آموزشی و ادارات دولتی، ورزشگاه‌های ورزشی و فعالان اجتماعی و فرهنگی مسئولین برگزاری این جشن‌ها هستند.
جشن به صورت رسمی در اسلام‌آباد برگزار می‌شود و با برافراشتن پرچم ملی در مجلس پارلمان و ریاست جمهوری آغاز می‌شود و به دنبال آن شلیک ۳۱ اسلحه در پایتخت و شلیک ۲۱ اسلحه در پایتخت‌های استان برگزار می‌شود. رئیس‌جمهور و نخست‌وزیر پاکستان در ارتباطات زنده از کشور سخنرانی می‌کنند و مقامات دولتی، رهبران سیاسی و افراد مشهور پیام‌ها یا سخنرانی‌هایی را در طول راهپیمایی‌ها، مراسم و رویدادها ارائه می‌دهند. ساختمان‌های دولتی از جمله مجلس، دیوان عالی، کاخ ریاست جمهوری و دبیرخانه نخست‌وزیری با چراغ‌های رنگی روشن و تزئین می‌شوند. ارتش، نیروی هوایی و نیروی دریایی در روز آزادی، رژه نظامی اجرا می‌کنند. در شهرهای سراسر کشور، مراسم برافراشتن پرچم توسط شهردار انجام می‌شود و در ادارات مختلف دولتی و خصوصی این مراسم توسط یک افسر ارشد آن سازمان برگزار می‌گردد.
دولت‌ها، رهبران و چهره‌های بین‌المللی نیز در این مناسبت، پیام‌های تبریک صادر می‌کنند. مقامات کشورهای خارجی در مراسم جشن آزادی، به عنوان میهمان ویژه دعوت می‌شوند. پرچم‌های ملی در جاده‌ها و راه‌های اصلی مانند شهرا فیصل، شهرا قوایدین و جاده مزار قوید به اهتزاز در می‌آید که منتهی به آرامگاه جناح در کراچی می‌شود. مینار پاکستان در لاهور، جایی که قطعنامه پاکستان در سال ۱۹۴۰ در آنجا به تصویب رسید، نورافشانی می‌شود تا نشان دهنده اهمیت این قطعنامه در ایجاد پاکستان باشد.
با شروع ماه اوت، غرفه‌های ویژه، نمایشگاه‌های سرگرمی و مغازه‌ها در سراسر کشور برای فروش پرچم‌های ملی، بنرها و پوسترها، نشان‌ها، تصاویر از قهرمانان ملی، چندرسانه‌ای و سایر اقلام جشن برگزار می‌شود. در این ایام، وسایل نقلیه، ساختمان‌های خصوصی، خانه‌ها و خیابان‌ها با پرچم‌های ملی، شمع‌ها و لامپ‌های تزئینی، تزئین شده‌اند.
در ۱۳ اوت ۲۰۱۰، این کشور شاهد جاری شدن سیل بود که باعث کشته شدن ۱۶۰۰ نفر شد. به دلیل این مصیبت، رئیس‌جمهور اعلام کرد که امسال هیچ جشن رسمی در روز آزادی برگزار نمی‌شود.

## تمهیدات امنیتی
با نزدیک شدن به روز جشن، به خصوص در شهرهای بزرگ و در مناطق خاص امنیتی، اقدامات امنیتی در کشور شدت می‌گیرد. این امنیت پس از ملاقات نمایندگان مختلف آژانس‌های اطلاعاتی و تحقیقاتی تنظیم شده و اجرا می‌شود. علی‌رغم تمهیدات امنیتی، بعضاً حملاتی توسط تحریم‌کنندگان این جشن رخ داده‌است.

## نگارخانه

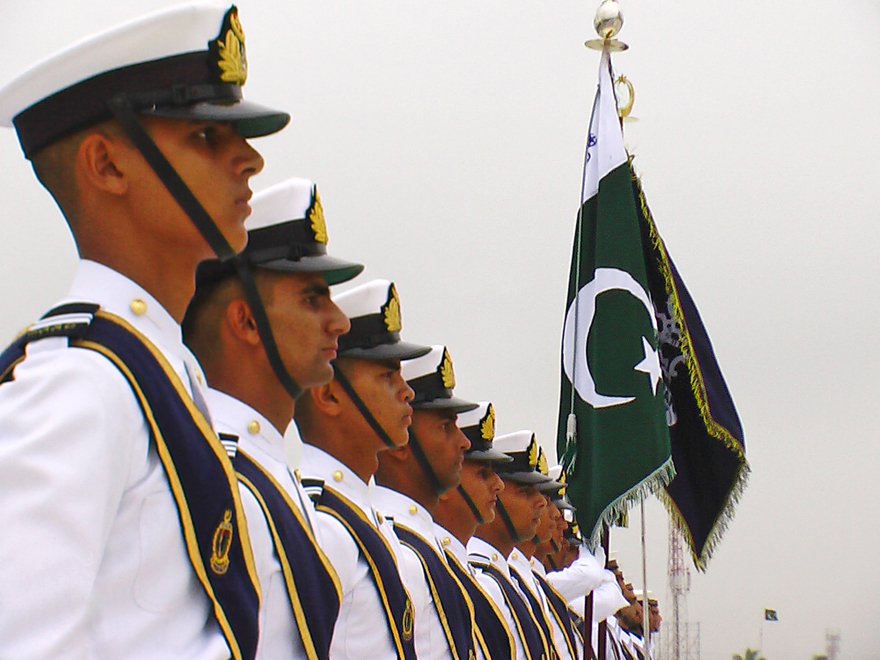
کادرهای نیروی دریایی پاکستان به آرامگاه پدر ملت، محمد علی جناح، ادای احترام می‌کنند.
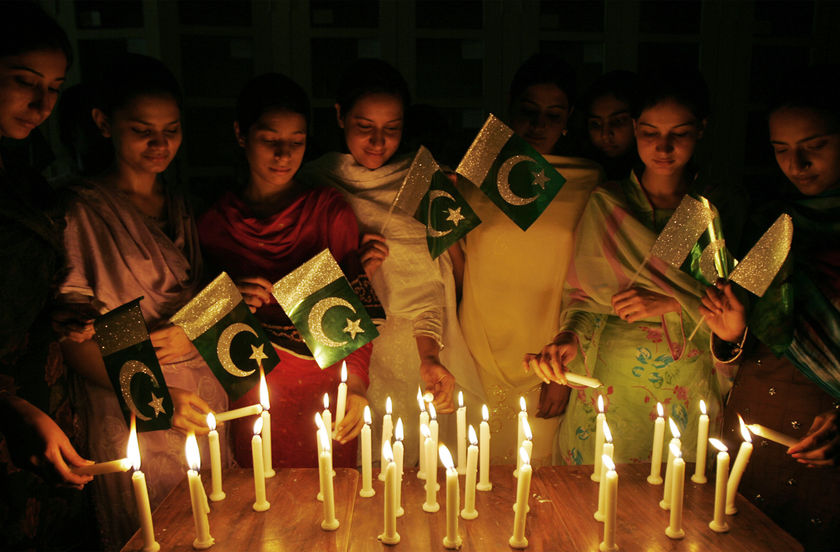
دختران پاکستانی در شب جشن، شمع روشن می‌کنند